# Johann Russenberg
Johann Russenberg (* in Cleve; † 1457 in Lübeck) war ein Lübecker Kaufmann und Ratsherr der Hansestadt.

## Leben
Der Kaufmann Johann Russenberg gehörte der Korporation der Bergenfahrer in Lübeck an. Er wurde 1426 in den Lübecker Rat erwählt. Ab Herbst 1427 und während des Jahres 1428 war er Befehlshaber auf der Lübecker Flotte, die sich im Krieg mit Dänemark befand. Zeitweilig war er Kämmereiherr der Stadt. Fehling zitiert die alte Lübecker Ratslinie über ihn „homo legalis et fidelis“. In Testamenten Lübecker Bürger wird er häufiger als Urkundszeuge und als Vormund aufgeführt. Russenberg soll im Alter von 90 Jahren verstorben sein.
Er war zweimal verheiratet und bewohnte das 1425 erworbene Hausgrundstück Mengstraße 2 in zentraler Lage der Stadt.